# Minuskel 53
Minuskel 53 (in der Nummerierung nach Gregory-Aland), ε 444 (von Soden) ist eine griechische Minuskelhandschrift des Neuen Testaments auf 140 Pergamentblättern (15,5 × 11,5 cm). Mittels Paläographie wurde das Manuskript auf das 13. oder 14. Jahrhundert datiert.

## Beschreibung
Der Kodex enthält den vollständigen Text der vier Evangelien. Er wurde einspaltig mit je 29–33 Zeilen geschrieben in schönen Buchstaben. Der Kodex enthält Prolegomena, κεφαλαια, Unterschriften, jedoch Ammonianische Abschnitte und der Eusebische Kanon fehlen.
Der griechische Text des Codex repräsentiert den Byzantinischen Texttyp und wird der Kategorie V zugeordnet.

## Geschichte
Die Handschrift geschrieben durch Nikolaus(?), Mönch. Sie wurde durch John Mill und Johann Jakob Griesbach untersucht.
Der Kodex befindet sich zurzeit in der Bodleian Library (Selden Supra 28) in Oxford.